# María Cristina Uribe
María Cristina Uribe Londoño (Medellín, 10 de octubre de 1967) es una periodista y presentadora de noticias colombiana.

## Biografía
Nació el 10 de octubre de 1967 en la ciudad de Medellín.
Estudió Comunicación Social y Periodismo en la Universidad Pontificia Bolivariana de Medellín, en donde se graduó en 1991. 
Su debut televisivo fue en De boca en boca, por el canal regional Teleantioquia, en donde más adelante presentó El informativo de Antioquia. Luego pasó a la televisión nacional, en los informativos Noticiero CM& y Noticiero de las 7''. 
En 1998 pasó a Caracol Noticias, y en 2002 se vinculó a Noticias Uno, informativo del cual es accionista su esposo Daniel Coronell. 
Ambos se exiliaron entre agosto de 2005 y julio de 2007 en Estados Unidos después de recibir amenazas de muerte por vía correo electrónico, llamadas telefónicas y coronas mortuorias. Regresó a Estados Unidos en marzo de 2011, pero esta vez en Miami, donde su marido fue nombrado director de noticias para el canal Univision. 

## Premios
Ha recibido reconocimientos como presentadora de noticias:
- Premio TV y Novelas
- Premio India Catalina
- Premio Nacional de Periodismo Simón Bolívar